# Mongoloraphidia josifovi
Mongoloraphidia josifovi är en halssländeart som först beskrevs av Popov 1974.  Mongoloraphidia josifovi ingår i släktet Mongoloraphidia och familjen ormhalssländor. Inga underarter finns listade i Catalogue of Life.